# Buddhadatta
Buddhadatta est un moine bouddhiste, qui a vécu vers le Ve siècle de notre ère. Il est connu pour ses écritures et ses commentaires sur le bouddhisme theravada, notamment pour le Vinaya-vinicchaya et l'Abhidhammavatara, un texte sur l'Abhidhamma. Né dans l'Inde du sud, il est entré dans les ordres au Sri Lanka.

### Textes
- Vinaya-Vinicchaya et sa suite, Uttara-Vinicchaya, édi. en pali, Pali Text Society, 1928.
- Buddhavamsa Commentary, édi. I. B. Horner, Pali Text Society, Hardcover, 1946, 327 p. "Commentary (in pali) on the Buddhavamsa, ascribed to Buddhadatta (5th century ?)"

### Études
- G. P. Malalasekera, The Pâli Literature of Ceylon, Colombo, 1928, p. 105 sq.